# Alfredo Milani

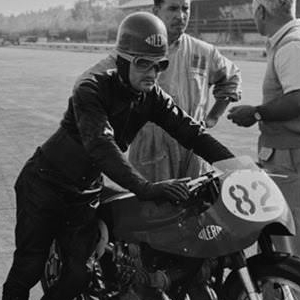
Alfredo Milani, 1951

Alfredo Milani (* 6. Januar 1924 in Garbagnate Milanese; † 30. November 2017) war ein italienischer Motorradrennfahrer.
Während seiner gesamten Laufbahn war er als Gilera-Werksfahrer unterwegs.

## Karriere
Alfredo Milani entstammte einer motorsportbegeisterten Familie. Sein älterer Bruder Albino war ebenfalls Motorradrennfahrer und wurde als Gilera-Werkspilot 1952 zusammen mit Giuseppe Pizzocri hinter dem Briten Cyril Smith Vize-Weltmeister in der Gespann-Klasse. Bruder Rossano nahm in den 1950ern jahrelang den Platz des Beifahrers in Albinos Gespann ein. Zusammen betrieben die drei in Mailand ein erfolgreiches Reparatur- und Restaurierungsgeschäft für Motorräder.
Sein Debüt in der Motorrad-Weltmeisterschaft gab Alfredo Milani mit Rang vier beim 500-cm³-Rennen um den Großen Preis der Nationen 1950 in Monza. Die folgende Saison wurde die erfolgreichste in Milanis Karriere. Er bestritt fünf der acht ausgetragenen Grand-Prix-Rennen, gewann den Großen Preis von Frankreich, der in diesem Jahr in Albi stattfand, sowie den Nationen-Grand-Prix. In Belgien und den Niederlanden wurde der Italiener hinter dem britischen Norton-Piloten Geoff Duke jeweils Zweiter, beim Ulster Grand Prix in Nordirland belegte er den vierten Rang. In der Gesamtwertung errang Milani damit den zweiten Platz hinter Duke und wurde somit Vize-Weltmeister.
In der Saison 1952 bestritt Milani kein WM-Rennen. Stattdessen konzentrierte er sich auf die italienische Meisterschaft, die er in diesem Jahr in der Halbliterklasse gewann. 1953 trat Alfredo Milani, weiterhin für den Hersteller aus Arcore startend, bei drei 500er-Grands-Prix an. Er siegte in Belgien, wurde Dritter in Frankreich und belegte in der Schweiz den zweiten Platz. Diese Platzierungen verhalfen ihm zum dritten WM-Rang hinter seinen Markenkollegen Geoff Duke und Reg Armstrong.
Zwischen 1954 und 1957 für Gilera noch fünf WM-Läufe, bei denen ihm zwei Podestplätze gelangen. Im Jahr 1964 beendete Milani seine aktive Laufbahn.
Alfredo Milani starb im Herbst 2017 im Alter von 93 Jahren.

## Statistik

### Erfolge
- 1951 – 500-cm³-Vize-Weltmeister auf Gilera
- 1952 – Italienischer 500-cm³-Meister auf Gilera
- 1953 – 500-cm³-WM-Dritter auf Gilera
- 3 Grand-Prix-Siege

### In der Motorrad-Weltmeisterschaft
| Saison | Klasse  | Motorrad | Rennen | Siege | Podien | Punkte | Ergebnis |
| ------ | ------- | -------- | ------ | ----- | ------ | ------ | -------- |
| 1950   | 500 cm³ | Gilera   | 1      | –     | –      | 3      | 13.      |
| 1951   | 500 cm³ | Gilera   | 5      | 2     | 4      | 31     | 2.       |
| 1953   | 500 cm³ | Gilera   | 3      | 1     | 3      | 18     | 3.       |
| 1954   | 500 cm³ | Gilera   | 1      | –     | 1      | 6      | 10.      |
| 1955   | 500 cm³ | Gilera   | 1      | –     | –      | 2      | 20.      |
| 1956   | 500 cm³ | Gilera   | 1      | –     | –      | 2      | 16.      |
| 1957   | 350 cm³ | Gilera   | 1      | –     | –      | 3      | 10.      |
| 1957   | 500 cm³ | Gilera   | 1      | –     | 1      | 4      | 9.       |
| Gesamt | Gesamt  | Gesamt   | 14     | 3     | 9      | 69     |          |

## Verweise